# Stadt- und Heimatmuseum Marl

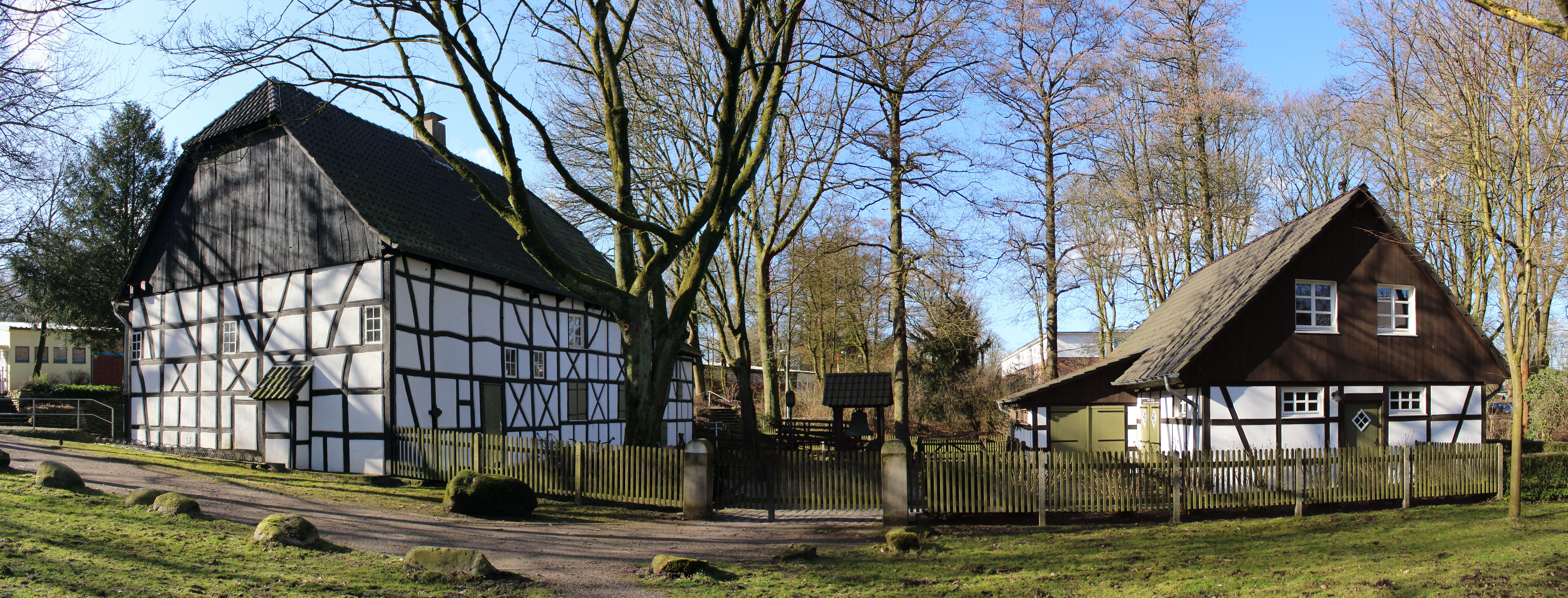
Heimatmuseum am Volkspark

Stadt- und Heimatmuseum ist ein Heimatmuseum in der Stadt Marl.

## Geschichte
Das Museum geht auf den Leiter des Heimatvereins Marl Heinrich Keller zurück. Es ist in der ehemaligen Wassermühle Alt-Marl aus dem 17. Jahrhundert, der dazugehörigen Tenne und der sogenannten Schererschen Villa untergebracht und stellt die Geschichte der Stadt Marl unter naturkundlichen, wirtschafts- und sozialgeschichtlichen und volkskundlichen Aspekten dar. Der Mahlgang für Getreide ist vollständig und betriebsfähig erhalten, das Ölmahlwerk ist nicht mehr zugänglich. Die Mühle ist eines der ältesten Gebäude in Marl, sie wurde bereits 1415 urkundlich erwähnt und war bis 1927 in Betrieb.
Das Mühlengebäude dient als Ausstellungsraum für die frühe Industrie- und Handwerksgeschichte der Stadt Marl. Im Kellergeschoss ist eine Rekonstruktion eines Strebausbaus der Zeche Auguste Victoria zu sehen. Im Erdgeschoss werden verschiedene Handwerksgeräte  aus der häuslichen und kleinindustriellen Textilproduktion und Wohnungseinrichtungsgegenstände des 18. und 19. Jahrhunderts ausgestellt. In der Tenne werden landwirtschaftliche Geräte und die kleinbäuerliche Lebensform gezeigt. Historische Funde werden im Zusammenhang mit der Stadtgeschichte in der Schererschen Villa vorgestellt. 
Das Museum ist Teil der Themenroute Brot, Korn und Bier der Route der Industriekultur.